# شیلا دان
شیلا دان (انگلیسی: Sheila Dunn؛ ۱۱ آوریل ۱۹۴۰ – ۳ مارس ۲۰۰۴) بازیگر اهل بریتانیا بود.
از فیلم‌ها یا مجموعه‌های تلویزیونی که وی در آن‌ها نقش داشته است، می‌توان به دکتر هو و چند مجموعۀ تلویزیونی دیگر اشاره نمود.